# Teushen
Los teushen o tehues eran un pueblo indígena  cazador-recolector de la Patagonia, Argentina. Se les consideraba «nómadas de a pie», cuya cultura se basaba en la caza y la recolección. Su territorio se encontraba entre el pueblo tehuelche, al sur, y el pueblo puelche, al norte.
Antes de 1850, se estimaba que había entre 500 y 600 teushen. En 1925, solamente sobrevivían entre diez y doce teushen. Se consideran extinguidos como tribu.
La lengua teushen es casi totalmente desconocida. Los lingüistas creen, a partir de los escasos datos disponibles, que era lo más parecido al tehuelche, la lengua de los pueblos situados al sur de los teushen.